# Bor (dios)
Bor o Bur (nórdico antiguo: Borr) era el hijo de Buri y es el padre de Odín, Vili y Ve en la mitología nórdica. Bor es mencionado en Gylfaginning de la Edda prosaica de Snorri Sturluson.
| Búri gat son þann er Borr er nefndr. Hann fekk þeirar konu er Bestla er nefnd, dóttir Bölþorns jötuns, ok gátu þau þrjá sonu. Hét einn Óðinn, annarr Vili, þriði Vé. — Texto normalizado de W | Buri engendró un hijo llamado Borr, quien se casó con la mujer llamada Bestla, hija de Bolthorn el gigante; y tuvieron tres hijos: uno fue Odín, el segundo Vili, el tercero Ve. — Traducción de Brodeur |  |

Bor no se menciona de nuevo en la Edda prosaica. A Odín ocasionalmente se le refiere como Hijo de Bor, pero no se da más información sobre él.
El rol de Bor en la mitología no es claro y no hay indicaciones de que haya sido adorado en la religión nórdica.